# Vizantea Mănăstirească, Vrancea
Vizantea Mănăstirească este un sat în comuna Vizantea-Livezi din județul Vrancea, Moldova, România.

## Geografie
Satul Vizantea Mănăstirească este traversat de râul Vizăuți, afluent al râului Putna, și este situat la sud-est de dealul Răchitașul Mic ( 891 m.d.m) respectiv la vest de dealul Momâia ( 630 m.d.m ).

## Transport
- Drum județean DJ205E
- Drum comunal DC62

## Obiective turistice
- Mănăstirea „Înălțarea Sfintei Cruci", construită de ieromonahul Visarion în timpul domnitorului Vasile Lupu în perioada 1634-1653.
- Izvoare ioduro-sulfuroase indicate în tratamentul afecțiunilor reumatice și ale sistemului nervos periferic.

## Implicarea în Primul Război Mondial
- Din punct de vedere istoric, satul a făcut parte de aliniamentul Dealul Mare-Vizantea-Livezi, străpuns de regimentele 17 și 18 infanterie și regimentul 1 vânători în dimineața zilei de 22 iulie 1917, parte din ofensiva de la Mărăști, condusă de generalul Alexandru Averescu.
- În anul 2018 cu ocazia Centenarului Marii Uniri primăria a realizat în satul Vizantea Mănăstirească un monument în cinstea eroilor din Primul și Al Doilea Război Mondial.

 Acest articol despre o localitate din județul Vrancea este deocamdată un ciot. Puteți ajuta Wikipedia prin completarea lui.